# Mandarinerna
Mandarinerna (franska: Les Mandarins) är en nyckelroman från 1954 av Simone de Beauvoir. Den utspelas i Frankrike, i mitten och slutet av 1940-talet. Boken hade blivit en internationell klassiker, när den 1992 kom i svensk översättning.

## Stil och historia
Beauvoir själv ville inte att boken skulle läsas som en nyckelroman, men personerna i romanen är hämtade från den egna umgängeskretsen, där varje person ska ha en verklig förlaga. Boken kan även beskrivas som en politisk diskussionsroman, samtidigt som den också handlar om vänskap och kärlek. Lisbeth Larsson, professor i litteraturvetenskap, beskriver boken som "ett åtta hundra sidor långt samtal om frihet och anpassning – och vad som är ett värdigt liv" och menar vidare att storheten i romanen ligger i "de politiska samtal som är dessa människors livsluft".
Det tog Beauvoir fyra år att skriva boken och den är dedicerad till Nelson Algren, amerikansk författare och hennes sista stora kärlek. Mandarinerna kom ut på svenska först 1992, men hade redan då fått internationell klassikerstatus.
När romanen startar är det augusti 1944, och den utspelar sig sedan under de första åren efter andra världskriget och kalla krigets början. Huvudpersonerna är vänsterintellektuella, med anknytning till tidskriften L'Espoir.
När romanen först publicerades 1954 väckte den både uppmärksamhet och upprördhet. En av de som uttalade sig negativt om romanen var Algren, som inte tyckte om sättet han beskrevs på. "Mandarinerna" är den grupp i boken som bland andra Anne tillhör, och "som i kölvattnet på freden vill förändra världen".
Boken belönades med Goncourtpriset 1954.

## Persongalleri
- Anne Dubreuilh — förmodas vara Beauvoir själv,[1] något som hon dock protesterade mot och hon ville hellre jämföras med Henri Perron.[4]
- Henri Perron — förmodas vara Albert Camus.[1]
- Robert Dubreuilh — förmodas vara Jean-Paul Sartre.[1]
- Lewis Brogan — förmodas vara Nelson Algren.[5]
- Lucie Belhomme — förmodas vara Coco Chanel[4]
- Scriassine — förmodas vara Arthur Koestler.[6]
- Paula Perron — är i romanen Henris fru.[4]
- Nadine Dubreuilh — är i romanen Roberts and Annes dotter.[2]
- Josette - är i romanen lycksökare och dotter till Lucie Belhomme.[4]